# Marcantonio Michiel

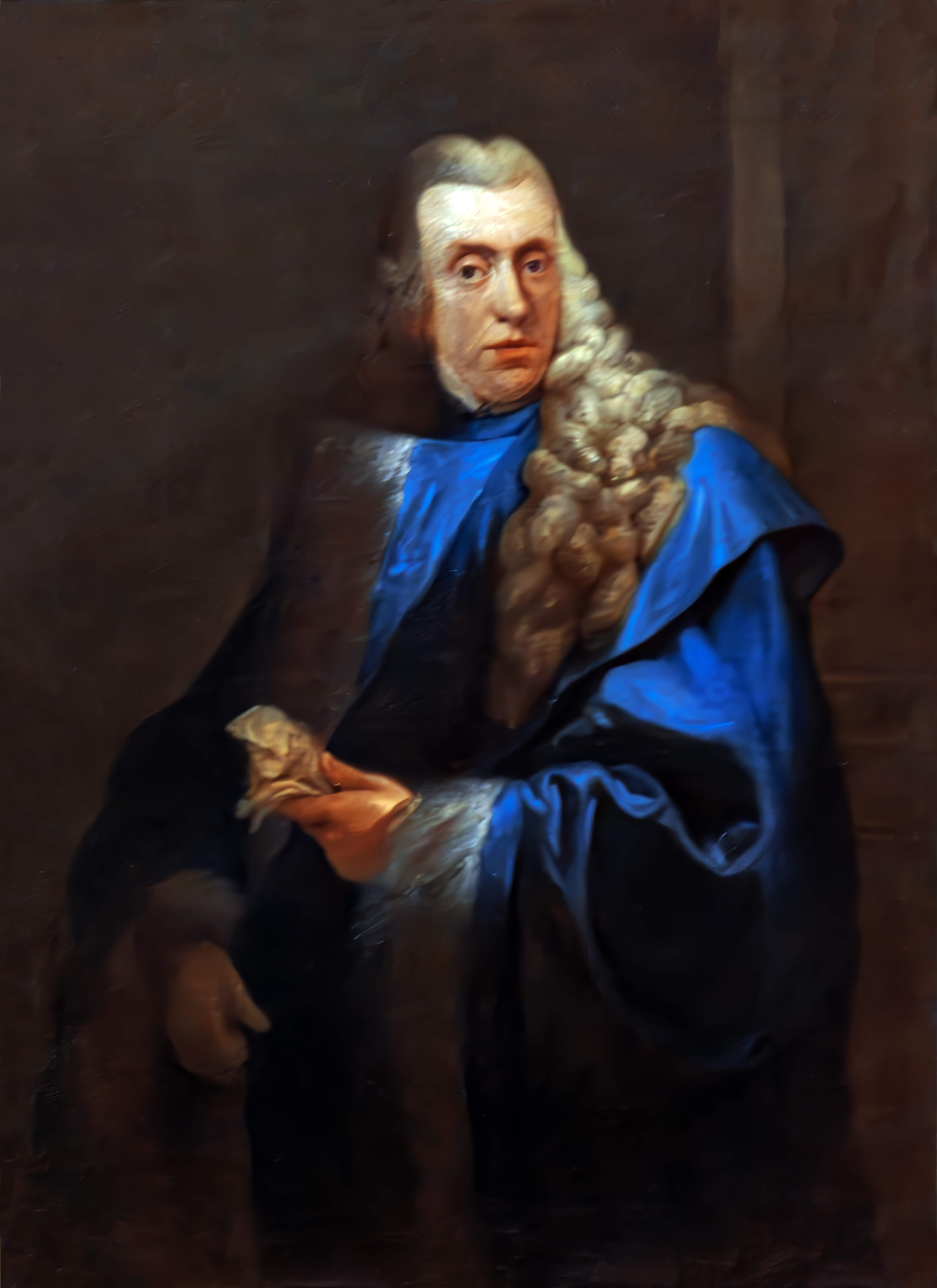
Retrato imaginario de Marcantonio Michiel, pintado por Francesco Galimberti más de doscientos años tras su muerte (Museo Correr).

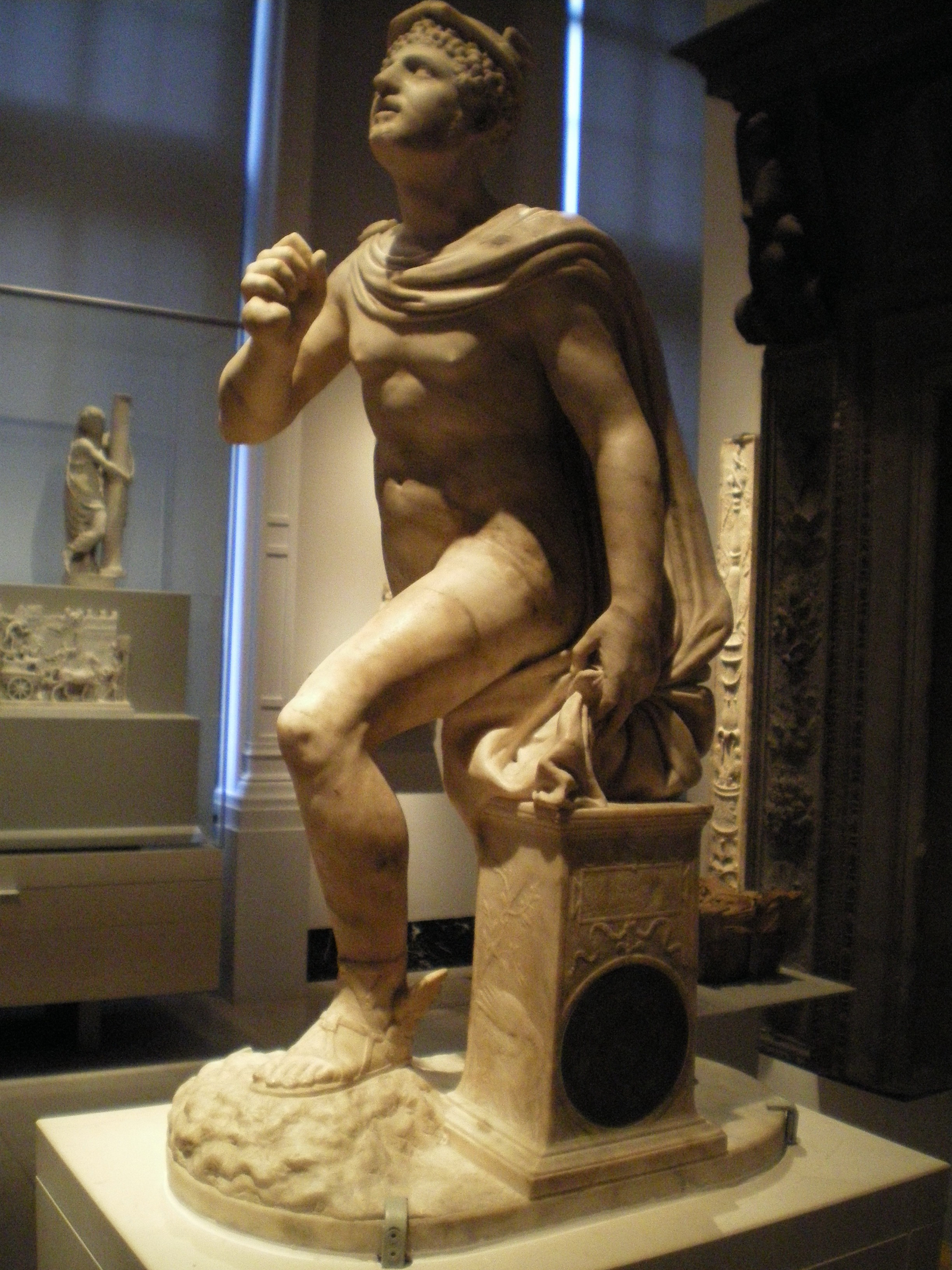
Mercurio (con un horóscopo favorable para el día 15 de junio), estatuilla encargada por Michiel al escultor Antonio Minelli, 1527 (Victoria and Albert Museum)

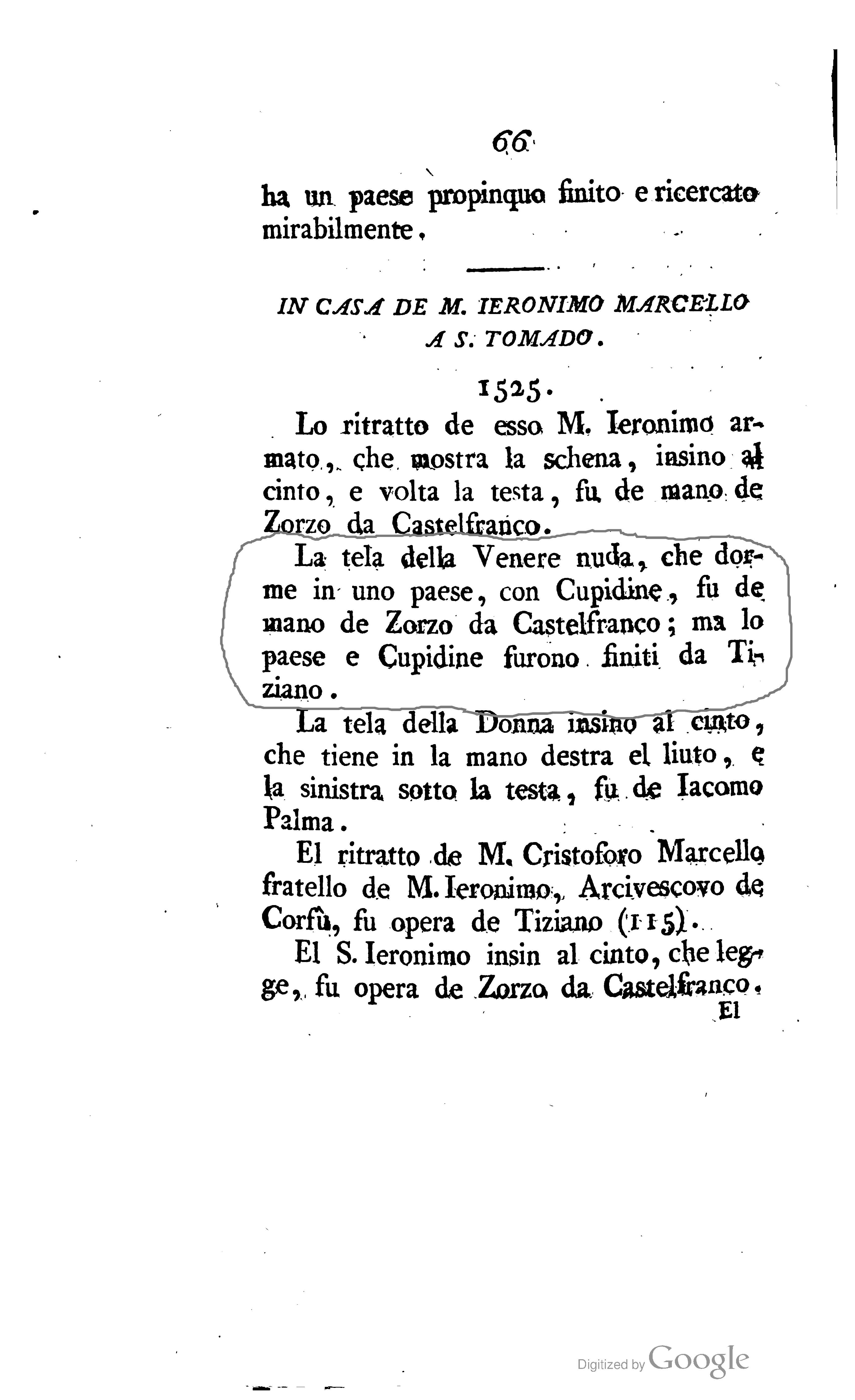
Una de las páginas de la Notizia... (edición de 1800) en la que Marcantonio Michiel anota datos de las obras que contempló en cierta casa particular el año 1525. Se destacan los de la Venus dormida de Giorgione (al que se refiere con el nombre de "Zorzo da Castelfranco"), indicando que el paisaje es obra de Tiziano.

Marcantonio Michiel (Venecia, 1484-Venecia, 9 de mayo de 1552) fue un humanista, tratadista y coleccionista de arte (dilettante) veneciano.

## Biografía
Era hijo de Vittore di Michiel y Paola di Silvestro Pessina. Aunque la familia de la madre no era patricia, la familia Michiel era una de las más destacadas de la Serenísima República de Venecia. Marcantonio no destacó en el servicio de puestos públicos (sus pares aparentemente no contaron en él para confiárselos, como hubiera sido lógico por su rango y contactos, propios para ejercer embajadas). Posiblemente la razón fue el deshonor que le causó un incidente ocurrido en 1525: fue acusado de agredir y robar a uno de sus primos, recibiendo una condena que le impedía ejercer cargos durante un año, además de una fuerte multa.
En su juventud siguió a su padre a Bérgamo, donde su hermano mayor fue nombrado Capitano; y pasó dos años en la corte romana del papa León X como miembro de la familia del Cardenal Pisani. Se recogen estancias en su juventud en Florencia, Roma y Bérgamo. De esta última ciudad trató la única obra literaria que publicó en vida: Agri et urbis Bergomatis descriptio (Venezia, 1532).
Su riqueza no pasó de una posición acomodada. Vivía en la relativamente modesta Ca' Michiel en uno de los canales menores de Venecia. El 23 de mayo de 1528 se casó con la bella Maffea di Maffeo, de la familia Soranzo. Mandó construir una villa y mantuvo una vida familiar privada, criando cinco hijos.
Se conserva la descripción de su colección de obras del Renacimiento veneciano por un inventario realizado tras su muerte. En ella hay pinturas de Giorgione, Jacopo de' Barbari y Giovanni Bellini; y esculturas de Andrea Briosco il Riccio, Bartolomeo Bellano y Severo Calzetta da Ravenna. La colección se dispersó a lo largo de los años siguientes, pasando algunas obras a manos de otras familias patricias venecianas, no volviéndose a registrar en inventarios hasta finales del siglo XIX.
Michiel no escribió sus notas para ser publicadas o para construir un catálogo exhaustivo o itinerario de colecciones de arte; incluso su publicación ha sido calificada (por la historiadora Jennifer Fletcher) de "pobre y póstuma", recogiéndose que "las cartas de sus amigos dejan entrever cierta falta de perseverancia". También dejó como proyecto inacabado una historia de Venecia. Pietro Aretino le escribió una carta halagadora, enalteciendo su interés en pintura, arquitectura y poesía. Su conocimiento del latín y la cultura clásica eran excelentes, en cambio, flaqueaba en conocimientos bíblicos, con lo que sus referencias a la iconografía cristiana son uno de sus puntos débiles. Jennifer Fletcher indica que no hay ningún registro de actividades piadosas, ni nadie que se refiriera a tal aspecto de su personalidad.
Fue enterrado en la iglesia de San Lorenzo (Venecia).

## LaNotizie
Su obra escrita más importante, que no publicó en vida, fue Notizie d'opere del disegno, un conjunto de notas sobre obras de arte de su época en las ciudades del norte de Italia (Padua, Cremona, Milán, Pavía, Bérgamo, Crema y Venecia) tomadas esporádicamente entre 1521 y 1543, varios años anteriores por tanto al periodo en el que Giorgio Vasari redactó su obra Vite (publicada dos años después de la muerte de Michiel y que se considera la primera historia del arte). El manuscrito de la Notizie se conserva en la Biblioteca Marciana de Venecia y se considera una de las fuentes primarias más importantes para el estudio del Renacimiento italiano y también para la historia de las artes decorativas. Sin sus referencias nada se sabría de muchas obras maestras, incluso de las desaparecidas. Son particularmente imprescindibles para la reconstrucción de la trayectoria artística de Antonello da Messina, Andrea Briosco il Riccio o Giorgione (que, al trabajar principalmente para comitentes privados, carece de documentación oficial). También de excepcional importancia han sido para los estudios sobre Giovanni Bellini, Tiziano, Palma el Viejo, Lorenzo Lotto, Rafael Sanzio y Sebastiano del Piombo. Roberto Longhi consideraba a Michiel il patriarca dei conoscitori italiani ("el patriarca de los aficionados al arte -connaisseurs- italianos"). Interviene frecuentemente con su propio juicio, derivado del examen directo de las obras, ejercitándose en atribuciones y reconocimientos con precisión terminológica.
El manuscrito de la Notizie se dio a la imprenta en 1800 por el abate Jacopo Morelli, bibliotecario de la Marciana, quien lo encontró entre los códices legados a la biblioteca del convento de los dominicos del Zattere por su predecesor, el erudito Apostolo Zeno. En ese momento se desconocía la autoría de las notas, que se presentaban como anónimas, conociéndose por metonimia como "anonimo morelliano". La identificación con Michiel llegó en 1864 gracias a las investigaciones de Daniele Francesconi, Emmanuele Antonio Cicogna y Cesare Bernasconi. Una segunda edición estuvo a cargo de Gustavo Frizzoni, y posteriormente una edición austríaca a cargo de Theodor von Frimmel.